# 1983... (A Merman I Should Turn to Be)
Pour les articles homonymes, voir 1983 (homonymie).
Pistes de Electric Ladyland
Rainy Day, Dream Away
(10) Moon, Turn the Tides....Gently Gently Away
(12)
1983... (A Merman I Should Turn to Be) est une chanson écrite par Jimi Hendrix et enregistrée avec son groupe, The Jimi Hendrix Experience. Elle figure sur leur troisième album, Electric Ladyland, sorti en 1968.
Souvent reconnue comme une des chansons les plus psychédéliques écrites par Jimi Hendrix, 1983 est aussi la deuxième chanson la plus longue du groupe, surpassée de peu par Voodoo Chile, qui dure 15 minutes. Les parties de guitare, de basse et de chant sont jouées par Hendrix, la batterie par Mitch Mitchell et la flûte par Chris Wood.
La chanson apparaît dans la bande originale du film Le Péril jeune.

## Enregistrement et production
Hendrix a d'abord enregistré une démo privée de 1983… (A Merman I Should Turn to Be) dans un appartement de New York en mars 1968. Il s'agit d'une performance solo avec guitare et voix, dans laquelle la structure de la chanson est déjà claire et précise par rapport aux enregistrements en studio suivants. En 1995, cette démo a été incluse sur le disque d'accompagnement d'un livre intitulé Voodoo Child: The Illustrated Legend of Jimi Hendrix. En 2018, la démo était présente sur le disque supplémentaire de l'édition du cinquantième anniversaire d'Electric Ladyland.
La première version enregistrée de cette chanson a eu lieu aux studios Sound Center à New York le 13 mars 1968 avec le bassiste de l'Experience Noel Redding tandis que la batterie est exceptionnellement tenue par Buddy Miles à la place de Mitch Mitchell. Hendrix se charge, en plus des chants, des deux parties de guitare. Au moment de la session, la chanson a pour titre Angel Caterina.
Renommée "1983… (A Merman I Should Turn to Be)", la chanson est enregistrée aux studios Record Plant par Jimi Hendrix et Mitch Mitchell à la batterie, sans la participation du bassiste du groupe, Redding. La chanson est eregistrée en deux sections. Lors de la première session, datant du 22 avril 1968, la première section est enregistrée en cinq prises. Chris Wood, du groupe Traffic (qui y enregistre son second album homonyme avec l'ingénieur du son Eddie Kramer), est invité par Hendrix pour enregistrer les parties de flûte,,.
La suite des enregistrements se poursuivent d'abord le 8 mai, le jour du départ définitif de Chas Chandler de son poste de manager et producteur, avec l'enregistrement de la seconde section. Ce deuxième enregistrement qui est collé à la première section, achevant la piste de base de la chanson. La séance suivante a lieu le 22 mai et est consacrée à de nouveaux ajouts et à une première séance de mixage. Enfin, le 10 juin, Hendrix termine la chanson avec Eddie Kramer en effectuant les derniers ajouts et le mixage, au terme d'une très longue journée qui voit l'enregistrement du diptyque Rainy Day, Dream Away/Still Raining, Still Dreaming et l'achèvement du mixage de Voodoo Chile,.
L'enregistrement présente des parties de guitare et de flûte à l'envers, des sons de mouettes produits en manipulant le retour du microphone et un flexatone qui fait sonner une cloche. Avec le départ de Chas Chandler, Hendrix devient son propre producteur, accompagné par les ingénieurs du son Eddie Kramer et le propriétaire du studio Gary Kellgren.

## Analyse des paroles
Depuis sa jeunesse, et même après son arrivée à Londres en 1966 grâce à la bibliothèque de son ancien manager Chas Chandler, Jimi Hendrix est passionné pour les livres d'heroic-fantasy, de science-fiction et de mythologie. Purple Haze et Third Stone From The Sun sont tous deux inspirés respectivement de La Nuit des Lumières de Philip José Farmer et La Terre demeure de George R. Stewart, deux romans ayant pour thème commun la fin du monde. 1983... (A Merman I Should Turn to Be) est une chanson mélangeant science-fiction et mythologie.
Dans le livre Jimi Hendrix : Electric Gypsy, les auteurs Harry Shapiro et Caesar Glebbeek suggèrent que 1983… soit « une chanson à propos de premières et dernières fois », décrivant cette musique comme « la première pièce de Jimi avec une orchestration importante, utilisant toutes les capacités des installations du studio Record Plant ». Ils comparent le contenu des paroles à « la dernière des apocalypses surréalistes de Jimi ; désespéré de l'humanité, il retourne finalement à la mer, source de toute vie ». Ils notent également que la chanson contient des références aux « deux métaphores préférées de Jimi », le sable et l'eau, et que certaines des paroles évoquent sa « croyance au pouvoir de la pensée positive qui ressort de sa musique, de ses paroles et de ses interviews à travers tout le reste de sa vie ».
La chanson raconte le départ du héros et de la femme qu'il aime, Caterina. Avant de partir, ils décident de faire « une dernière promenade au milieu du bruit jusqu'à la mer, non pour mourir, mais pour renaître ». Pour le couple, c'est le début de la fin d'un monde dans lequel règne la confusion, où « chaque parcelle de terre est un nid de combat », où des « choses en forme de crayon géant et de tube à rouge à lèvres pleuvent sans cesse et font hurler de douleur ». Ces vers sont une métaphore de la guerre du Viêt Nam dans laquelle les crayons rouges géants représentent le feu cataclysmique s'abattant sur les vietnamiens et les soldats américains très loin de chez eux. Les deux premières phrases de la chanson confirment cette interprétation : 
« Hourrah, je me suis réveillé d'hier vivant
Mais la guerre est là pour durer »
Hendrix explique sa propre version de la chanson lors d'une interview pour l'International Times en 1969 : « Quelque chose pour ne pas penser à ce qui se passe, mais pas nécessairement en le dissimulant, comme beaucoup de gens le font. »,.
Les deux protagonistes quittent donc un monde au bord de l'abîme en faisant l'amour sur le sable, puis se laissent engloutir par les eaux, tandis que « les étoiles de mer et l'écume des déferlantes [les] accueillent en souriant ». « J’entends qu'Atlantis est remplie de joie », chante Hendrix dans le dernier couplet, en faisant référence au mythe de l'Atlantide, île engloutie sous les eaux après un puissant cataclysme déclenché par Zeus. Le titre de la chanson confirme cette interprétation : « A Merman I Should Turn to Be » signifie « le triton que je devrais devenir ». Le message de la chanson est de revenir à la mer, source de toute chose (la mer étant à l'origine de la vie), pour se libérer d'un monde matérialiste et conformiste.
Toutefois, cette interprétation des paroles n'explique pas ce que « 1983 » signifie. Soit ce serait la date de la fin du monde, soit l'année précédant l'avènement de la société totalitaire de l’œuvre 1984 de George Orwell. 1983 est également le numéro de l'article d'une loi de 1871 rendant illégal l'existence du Ku Klux Klan.

## Accueil critique
Dans les critiques d'Electric Ladyland, 1983… (A Merman I Should Turn to Be) est souvent identifié comme un moment fort de l'album. Écrivant pour la BBC en 2007, le critique Chris Jones décrit le morceau comme un "classique défoncé", louant la façon dont il "[utilise] des lectures de bande à l'envers, des décalages temporels jazzy et des paroles très adaptées aux poissons pour raconter l'histoire de l'apocalypse future et du retour aux océans". Dans le magazine de musique anglais Uncut, le journaliste John Robinson résume le morceau comme une "épopée psychédélique qui fait frire le cerveau", tandis que Cub Koda du site Web AllMusic qualifie le morceau simplement de "space".
Le magazine de musique américain Rolling Stone traite la chanson légèrement différemment : en consacrant un paragraphe de sa critique d'Electric Ladyland de 1968 au morceau, l'écrivain Tony Glover résume le contenu lyrique de la chanson avant de noter que « Avec des boucles de bande, une guitare mélancolique et la flûte de Chris Wood… Hendrix structure une belle ambiance sous-marine - seulement pour la détruire avec une grosse guitare. Ma première réaction a été, pourquoi a-t-il dû faire cela ? Ensuite, j'ai pensé qu'il avait créé une belle chose, mais a perdu la foi, et l'a donc détruite avant que quelqu'un d'autre ne le puisse - c'est, à plusieurs égards, dommage. ".

## Personnel
- Jimi Hendrix : chant, guitares, basse, sitar électrique, flexatone, chimes, percussions diverses, production
- Mitch Mitchell : batterie
- Chris Wood : flûte
- Eddie Kramer : ingénieur du son